# Ronald Víctor García
Ronald Víctor „Ron“ García ist ein US-amerikanischer Kameramann, der auch als Regisseur tätig ist.

## Leben und Karriere
Ronald „Ron“ García beendete 1966 seine Tätigkeit als Handwerker (design craftsman) im Bereich der Raumfahrtindustrie, um als Kameramann tätig zu sein. Seit 1969 ist er sowohl als eigenständiger Kameramann und Regisseur aktiv. So inszenierte er in demselben Jahr The Pleasure Machines. 1971 folgte der Sex- und Exploitationfilm Sexualrausch. Seither inszenierte er vereinzelte Episoden verschiedener Fernsehserie und konzentrierte sich auf seine Arbeit als Kameramann. Seit Mitte der 1990er Jahre liegt sein Fokus hierbei auf Fernsehfilmen und -serien. Ebenfalls in den 1960er/70er Jahren versuchte er sich als Produzent und Drehbuchautor. 
1991 wurde García für seine Arbeit an El Diablo – Der mit dem Teufel tanzt mit dem CableACE Award ausgezeichnet. 
García ist seit 1994 Mitglied der American Society of Cinematographers.

## Filmografie (Auswahl)
als Kameramann
- 1982: Einer mit Herz (One from the Heart)
- 1987–1988: Crime Story (Fernsehserie)
- 1988: Eine verrückte Reise durch die Nacht (The Night Before)
- 1989: Operation Nightbreaker (Nightbreaker)
- 1989: Im Tresor ist die Hölle los (Disorganized Crime)
- 1989: Showdown in L.A. (L.A. Takedown)
- 1990: El Diablo – Der mit dem Teufel tanzt (El Diablo)
- 1990: Metal Face – Der mit der Stahlmaske (Dark Avenger), zwei Episoden einer Fernsehserie
- 1990: Das Geheimnis von Twin Peaks (Pilotfolge)
- 1992: Twin Peaks – Der Film (Twin Peaks: Fire Walk with Me)
- 1996: Great White Hype – Eine K.O.Mödie (The Great White Hype)
- 1998: Abraham Lincoln – Die Ermordung des Präsidenten (The Day Lincoln Was Shot)
- 1998: Geklonte Zukunft (New Brave World)
- 1999: Mutiny – Meuterei in Port Chicago (Munity)
- 2000–2001: Gilmore Girls (Fernsehserie)
- 2002: Meine ersten zwanzig Millionen (The First $20 Million Is Always the Hardest)
- 2001–2003: Providence (Fernsehserie)
- 2005–2010: Numbers – Die Logik des Verbrechens (NUMB3RS, Fernsehserie)
- 2010–2011: Hawaii Five-0 (Fernsehserie)

als Regisseur
- 1971: Sexualrausch (The Toy Box)
- 1992–1998: Palm Beach-Duo (Silk Stalkings, Fernsehserie)